# Лінійний неперервний оператор
Лінійний неперервний оператор {\displaystyle A:X\rightarrow Y}, що діє з лінійного топологічного простору X у лінійний топологічний простір Y — це лінійне відображення із X в Y, що має властивість неперервності.
Термін «лінійний неперервний оператор» зазвичай вживають у разі, коли Y багатовимірний. Якщо Y одновимірний, тобто збігається із самим полем ({\displaystyle \mathbb {R} } або {\displaystyle \mathbb {C} }), то прийнято вживати термін лінійний неперервний функціонал. Множину всіх лінійних неперервних операторів із X в Y позначають {\displaystyle L(X,Y)}.
В теорії нормованих просторів лінійні неперервні оператори більш відомі як обмежені лінійні з причин, викладених нижче. Теорія лінійних неперервних операторів відіграє важливу роль у функціональному аналізі, математичній фізиці та обчислювальній математиці.

## Властивості
- Якщо X скінченновимірний, то будь-який лінійний оператор неперервний.
- Неперервність лінійного оператора в нулі рівносильна його неперервності в будь-якій іншій точці (і, отже, у всьому X).
- Для нормованих просторів умови неперервності й обмеженості (тобто скінченності операторної норми) рівносильні.[2]. В загальному випадку з неперервності лінійного оператора випливає обмеженість, але зворотне істинне не завжди.
- Якщо X і Y — банахові простори, і образ оператора {\displaystyle A\in L(X,Y)} збігається з простором Y, то існує обернений оператор {\displaystyle A^{-1}\in L(Y,X)} (так звана теорема про обернений оператор).
- Множина всіх лінійних неперервних операторів з X в Y сама є лінійним топологічним простором. Якщо X і Y нормовані, то {\displaystyle L(X,Y)} також нормована операторною нормою. Якщо Y — банахів, то й {\displaystyle L(X,Y)} є такою, незалежно від повноти X.

Властивості лінійного неперервного оператора дуже залежать від властивостей просторів X і Y. Наприклад, якщо X — скінченновимірний простір, то оператор {\displaystyle A\in L(X,Y)} буде цілком неперервним оператором, область його значень {\displaystyle R(A)} буде скінченновимірним лінійним підпростором, і кожен такий оператор можна подати у вигляді матриці.

## Неперервність і збіжні послідовності
Лінійний оператор {\displaystyle A:X\rightarrow Y}, що діє з лінійного топологічного простору X у лінійний топологічний простір Y, неперервний тоді й лише тоді, коли для будь-якої послідовності {\displaystyle \{x_{n}\}} точка X, із {\displaystyle x_{n}\rightarrow x_{0}} випливає {\displaystyle Ax_{n}\rightarrow Ax_{0}}.
Нехай ряд {\displaystyle \sum \limits _{n=1}^{\infty }x_{n}=s} збігається і {\displaystyle A:X\rightarrow Y} — лінійний неперервний оператор. Тоді виконується рівність
{\displaystyle \sum \limits _{n=1}^{\infty }Ax_{n}=As}.
Це означає, що до збіжних рядів у лінійних топологічних просторах лінійний оператор можна застосовувати почленно.
Якщо X, Y — банахові простори, то неперервний оператор переводить кожну слабко збіжну послідовність у слабко збіжну:
якщо {\displaystyle x_{n}\to x} слабке, то {\displaystyle Ax_{n}\to Ax} слабке.

## Пов'язані визначення
- Лінійний оператор називають обмеженим знизу, якщо {\displaystyle \exists k>0,\forall x\in X,\|Ax\|\geq k\|x\|}.